# Banimento (magia)
Na magia cerimonial, o banimento refere-se a um ou mais rituais destinados a remover influências não físicas que variam de espíritos a influências negativas. Embora os rituais de banimento sejam frequentemente usados como componentes de cerimônias mais complexas, eles também podem ser realizados por eles mesmos.
Na Wicca e em várias formas de neopaganismo, o banimento é realizado antes de realizar um círculo mágico com o fim de purificar a área onde o ritual ou a magia está prestes a acontecer. Em seus livros sobre Feitiçaria Noturna, por exemplo, Konstantinos recomenda realizar banimentos regularmente, a fim de manter o espaço de trabalho mágico livre de negatividade, e tornar-se proficiente em banir antes de tentar atos que são muito mais espiritualmente desgastantes ao corpo, como feitiçaria mágica. O banimento pode ser visto como uma das várias técnicas de magia, intimamente relacionadas à purificação ritual e um pré-requisito típico para a consagração e a invocação .
Para trabalhos reais, Aleister Crowley recomenda um banimento curto e geral, com o comentário de que "em cerimônias mais elaboradas é comum banir tudo pelo nome".
Crowley também recomendou que um ritual de banimento fosse feito pelo menos uma vez por dia por Thelema em Liber Aleph vel CXI .
Na Ordem Hermética da Golden Dawn, o Ritual Menor de Banimento do Pentagrama (LBRP para taquigrafia) deve ser aprendido pelo Neófito antes de passar para a próxima série (Zelator).

## Rituais de Banimento
- Ritual Menor do Pentagrama[6]
- Ritual Maior do Pentagrama[7]
- Ritual Menor do Hexagrama[8]
- Ritual Maior do Hexagrama[9]
- Ritual Rubi Estrela,[10] uma versão do Ritual Menor do Pentagrama que foi modificado por Aleister Crowley para o uso de adeptos a Thelema .
- Ritual de abertura do portal[11]